# Weltmeisterschaften im Modernen Fünfkampf 1999
1999 fanden die Weltmeisterschaften im Modernen Fünfkampf bei den Herren und bei den Damen in Budapest, Ungarn, statt.

## Herren

### Einzel
| Platz | Land       | Sportler          |
| ----- | ---------- | ----------------- |
| 1     | Ungarn     | Gábor Balogh      |
| 2     | Tschechien | Libor Capalini    |
| 3     | Russland   | Dmitri Swatkowski |

### Mannschaft
| Platz | Land    | Sportler                                                   |
| ----- | ------- | ---------------------------------------------------------- |
| 1     | Ungarn  | Gábor Balogh Ákos Hanzély Péter Sárfalvi                   |
| 2     | Litauen | Edvinas Krungolcas Andrejus Zadneprovskis Eugenius Senuita |
| 3     | Belarus | Pawal Douhal Andrej Smirnow Alexander Bysow                |

### Staffel
| Platz | Land               | Sportler                                            |
| ----- | ------------------ | --------------------------------------------------- |
| 1     | Ungarn             | Ákos Hanzély Péter Sárfalvi Gábor Balogh            |
| 2     | Russland           | Eduard Senowka Dennis Stoikow Rustem Sabirchusin    |
| 3     | Vereinigte Staaten | Wachtang Iagoraschwili Velizar Iliev Scott Christie |

## Damen

### Einzel
| Platz | Land        | Sportlerin          |
| ----- | ----------- | ------------------- |
| 1     | Ungarn      | Zsuzsanna Vörös     |
| 2     | Russland    | Jelisaweta Suworowa |
| 3     | Deutschland | Kim Raisner         |

### Mannschaft
| Platz | Land                   | Sportlerinnen                                        |
| ----- | ---------------------- | ---------------------------------------------------- |
| 1     | Russland               | Jelisaweta Suworowa Marina Kolonina Tatjana Muratowa |
| 2     | Vereinigtes Königreich | Kate Allenby Sian Lewis Stephanie Cook               |
| 3     | Italien                | Fabiana Fares Claudia Cerutti Federica Foghetti      |

### Staffel
| Platz | Land                   | Sportlerinnen                                     |
| ----- | ---------------------- | ------------------------------------------------- |
| 1     | Vereinigtes Königreich | Stephanie Cook Georgina Harland Sian Lewis        |
| 2     | Italien                | Fabiana Fares Federica Foghetti Emanuella Gabella |
| 3     | Belarus                | Halina Baschlakowa Anna Wnukowa Schanna Schubenok |

## Medaillenspiegel
| Platz | Land                   | Goldmedaille | Silbermedaille | Bronzemedaille |
| 1     | Ungarn                 | 4            | –              | –              |
| 2     | Russland               | 1            | 2              | 1              |
| 3     | Vereinigtes Königreich | 1            | 1              | –              |
| 4     | Italien                | –            | 1              | 1              |
| 5     | Tschechien             | –            | 1              | –              |
| 5     | Litauen                | –            | 1              | –              |
| 7     | Belarus                | –            | –              | 2              |
| 8     | Deutschland            | –            | –              | 1              |
| 8     | Vereinigte Staaten     | –            | –              | 1              |